# Gesellschaft Anna Amalia Bibliothek
Die Gesellschaft Anna Amalia Bibliothek e. V. (GAAB) ist eine deutsche Bibliotheksgesellschaft mit Sitz in Weimar. Sie wurde am 15. Mai 2003 gegründet und zählt jetzt mehr als 300 Mitglieder. Es handelt sich um einen gemeinnützigen Förderverein zur ideellen und materiellen Unterstützung der Herzogin Anna Amalia Bibliothek (HAAB), die über 35 Jahre unter der Oberaufsicht von Goethe stand und heute zur Klassik Stiftung Weimar gehört.
Zum Kuratorium zählen neben dem Präsidenten der Klassik Stiftung Weimar, Hellmut Seemann, und dem Bibliotheksdirektor Michael Knoche Geisteswissenschaftler und Persönlichkeiten aus der Wirtschaft. Vorsitzender des Kuratoriums ist der Generaldirektor der Sächsischen Landesbibliothek – Staats- und Universitätsbibliothek Dresden (SLUB), Thomas Bürger. Sein Vorgänger war der ehemalige Direktor der Herzog August Bibliothek in Wolfenbüttel, der Germanist und Bibliothekswissenschaftler Paul Raabe. Die Vorsitzende der Gesellschaft ist die Sachbuchautorin Annette Seemann. Pro Jahr finden vier wissenschaftliche oder literarische Vorträge statt.
Nach dem verheerenden Bibliotheksbrand vom 2. September 2004 sammelte der Verein Spenden für den Wiederaufbau der Herzogin Anna Amalia Bibliothek. Außerdem gehört die Förderung wechselnder Jahresausstellungen der HAAB zu den Aktivitäten der Gesellschaft.